# Gorgorhynchoides lintoni
Gorgorhynchoides lintoni är en hakmaskart som beskrevs av Cable och Mafarachisi 1970. Gorgorhynchoides lintoni ingår i släktet Gorgorhynchoides och familjen Rhadinorhynchidae. Inga underarter finns listade i Catalogue of Life.